# Хассан (тауншип, Миннесота)
Хассан (англ. Hassan) — тауншип в округе Хеннепин, Миннесота, США. На 2000 год его население составило 2463 человек.

## География
По данным Бюро переписи населения США площадь тауншипа составляет 55,2 км², из которых 52,8 км² занимает суша, а 2,4 км² — вода (4,32 %).

## Демография
По данным переписи населения 2000 года здесь находились 2 463 человек, 778 домохозяйств и 689 семей. Плотность населения — 46,6 чел./км². На территории тауншипа расположено 788 построек со средней плотностью 14,9 построек на один квадратный километр. Расовый состав населения: 98,38 % белых, 0,32 % афроамериканцев, 0,32 % азиатов, 0,16 % — других рас США и 0,81 % приходится на две или более других рас. Испанцы или латиноамериканцы любой расы составляли 0,41 % от популяции тауншипа.
Из 778 домохозяйств в 48,8 % воспитывались дети до 18 лет, в 81,4 % проживали супружеские пары, в 4,1 % проживали незамужние женщины и в 11,4 % домохозяйств проживали несемейные люди. 8,1 % домохозяйств состояли из одного человека, при том 2,2 % из — одиноких пожилых людей старше 65 лет. Средний размер домохозяйства — 3,17, а семьи — 3,36 человека.
32,9 % населения младше 18 лет, 5,7 % в возрасте от 18 до 24 лет, 32,5 % от 25 до 44, 24,5 % от 45 до 64 и 4,4 % старше 65 лет. Средний возраст — 36 лет. На каждые 100 женщин приходилось 102,5 мужчин. На каждые 100 женщин старше 18 приходилось 103,6 мужчин.
Средний годовой доход домохозяйства составлял 79 158 долларов, а средний годовой доход семьи — 81 832 долларов. Средний доход мужчин — 46 689 долларов, в то время как у женщин — 35 313. Доход на душу населения составил 27 350 долларов. За чертой бедности не находилась ни одна семья и 0,3 % всего населения тауншипа.